# LIVE IN HOKKAIDO 1995.12.4 BOOTLEG
『LIVE IN HOKKAIDO 1995.12.4 BOOTLEG』（ライブ・イン・ホッカイドウ・1995.12.4・ブートレグ）は、ロックバンドX JAPANが1998年1月21日にリリースしたライブ・アルバム。
1995年11月にスタートした『DAHLIA TOUR 1995-1996』の序盤、北海道札幌市の月寒グリーンドーム公演のライブ音源が収録されているが、収録時間の関係上、一部楽曲（YOSHIKI、HIDE、HEATHのソロ、CELEBRATION、オルガスム、JOKER）は未収録となっている。
「BOOTLEG（ブートレグ）」とは「海賊盤」という意味があり、元々は違法に録音されて販売されている物を指すが、本作品はX JAPANが公式にレコード会社を通じて発売している。観客席からポータブル・テープ・レコーダーを使って録音したかのような荒い音質（モノラル録音で、音が割れている箇所も多数存在する）で収録されており、一部楽曲中で曲の終りにテープを巻き戻したり、強引に曲やインターバルをカットする演出を加える（テープレコーダーのボタンを押す音が入っている）といった編集がされている。
公式に発売されている作品ではあるが、X JAPANの正式ロゴが使用されておらず、メンバーの写真が使われていなかったり、歌詞カードが無い等、デザイン自体も海賊版風の作りになっている。

## 収録曲
| #         | タイトル            | 作詞      | 作曲      | 時間  |
| --------- | ------------------- | --------- | --------- | ----- |
| 1.        | 「Amethyst」        | -         | YOSHIKI   | 6:16  |
| 2.        | 「Rusty Nail」      | YOSHIKI   | YOSHIKI   | 5:41  |
| 3.        | 「Sadistic Desire」 | YOSHIKI   | HIDE      | 5:43  |
| 4.        | 「SCARS」           | HIDE      | HIDE      | 7:20  |
| 5.        | 「DAHLIA」          | YOSHIKI   | YOSHIKI   | 8:10  |
| 6.        | 「WEEK END」        | YOSHIKI   | YOSHIKI   | 6:03  |
| 7.        | 「ENDLESS RAIN」    | YOSHIKI   | YOSHIKI   | 5:37  |
| 8.        | 「KURENAI」         | YOSHIKI   | YOSHIKI   | 7:13  |
| 9.        | 「Longing」         | YOSHIKI   | YOSHIKI   | 7:58  |
| 10.       | 「Drum Break」      | -         | -         | 1:36  |
| 11.       | 「Unfinished」      | YOSHIKI   | YOSHIKI   | 3:16  |
| 12.       | 「X」               | 白鳥瞳    | YOSHIKI   | 8:46  |
| 合計時間: | 合計時間:           | 合計時間: | 合計時間: | 73:39 |